# Ramazan Özcan
Ramazan „Rambo“ Özcan [ˈøzdʒɑn] (* 28. Juni 1984 in Hohenems) ist ein ehemaliger österreichischer Fußballspieler. Er stand zuletzt vier Jahre als Torhüter beim deutschen Bundesligisten Bayer 04 Leverkusen unter Vertrag.
Seit Juli 2020 ist er Torwarttrainer in der Jugend von Bayer 04.

## Vereinskarriere

### Jugend und Aufstieg zum Profi
Ramazan Özcan begann seine Fußballerkarriere beim FC Götzis und wurde mit 14 Jahren in die Auswahl Bundesnachwuchszentrum (BNZ) Vorarlberg gewählt. Er wechselte 2003 zum SC Austria Lustenau in die zweitklassige Erste Liga. In seiner ersten Saison als Stammkeeper verpasste er als Vizemeister hinter dem FC Wacker Tirol mit seiner Mannschaft den Aufstieg in die Bundesliga knapp. 2006 wurde der mittlerweile mehrmalige Nachwuchs-Teamspieler für die zweite Mannschaft von FC Red Bull Salzburg verpflichtet. In der Saison 2006/07 schaffte er mit Red Bulls Amateuren den Aufstieg von der Regionalliga West in die Erste Liga.
In der Bundesliga bestritt Özcan nur zwei sportlich bedeutungslose Partien für die erste Mannschaft des FC Red Bull Salzburg, konnte aber bei den zwei Niederlagen nicht überzeugen. Am 9. Mai 2007 absolvierte er bei einer 2:3-Niederlage im Heimspiel gegen den ASKÖ Pasching sein Debüt.

### TSG 1899 Hoffenheim
Im Jänner 2008 wurde Özcan bis zum Ende der Saison 2007/08 vom deutschen Zweitligisten TSG 1899 Hoffenheim ausgeliehen und später dauerhaft verpflichtet. Nachdem sich der bisherige Stammkeeper Daniel Haas am 17. Spieltag verletzt hatte, spielte Özcan alle Zweitligaspiele für Hoffenheim in der Rückrunde. Mit den Hoffenheimern, bei denen er mit Landsmann Andreas Ibertsberger zusammenspielte, stieg er mit der Mannschaft in die Bundesliga auf.
Nachdem sich Özcan eine Kapselverletzung im Kniegelenk zugezogen hatte, wurde er von Trainer Ralf Rangnick nach seiner Genesung auf die Ersatzbank verbannt. Vom 1. Jänner 2010 bis Saisonende 2009/10 wurde Özcan vom türkischen Erstligisten Beşiktaş Istanbul auf Leihbasis verpflichtet. Dort war er Ersatz für die beiden verletzten Keeper Rüştü Reçber und Hakan Arıkan.

### FC Ingolstadt 04
In der Sommerpause 2011 wechselte Özcan zum FC Ingolstadt 04. Dort unterschrieb er einen bis zum 30. Juni 2013 datierten Vertrag. Er war zunächst nur als zweiter Torwart hinter Sascha Kirschstein eingeplant; dieser verlor jedoch seinen Stammplatz und Trainer Benno Möhlmann setzte Özcan am 1. Oktober 2011 erstmals ein. Nach anfänglichen Unsicherheiten stabilisierte er seine Leistung und stand regelmäßig im Tor. In der Winterpause 2015/16 verlängerte Özcan seinen Vertrag bis 2019.

### Bayer 04 Leverkusen
Zur Saison 2016/17 verließ Özcan Ingolstadt vorzeitig und unterschrieb einen Dreijahresvertrag beim Ligakonkurrenten Bayer 04 Leverkusen. Er solle dort unterstützend hinter dem ersten Torwart Bernd Leno agieren.
Sein Pflichtspieldebüt gab Özcan am 25. Oktober 2016 in der zweiten Runde des DFB-Pokals bei den Sportfreunden Lotte, in der er bis zum Ende der Verlängerung zwei Gegentore hinnehmen musste. Beim abschließenden Elfmeterschießen wehrte er zwei Versuche der Sportfreunde ab, schied aber dennoch mit der Mannschaft aus. Am 7. Dezember spielte er erstmals in der Champions League, als er Leno im letzten Spiel der Gruppenphase vertrat. Er blieb in der Heimpartie gegen die AS Monaco ohne Gegentreffer, die Mannschaft gewann das Spiel mit 3:0. Auch nach dem Abgang Lenos Mitte 2018 und der einhergehenden Verpflichtung von Lukáš Hrádecký als neuen Stammtorhüter nahm Özcan die Funktion des ersten Ersatztorhüters im Verein ein. Da sich Hrádecký während der Vorbereitung zur Saison 2018/19 eine Verletzung zugezogen hatte, kam Özcan in den ersten drei Pflichtspielen (einmal im DFB-Pokal, zweimal in der Bundesliga) zu Einsätzen. Auch in der Europa League wurde er nach der vorzeitigen Qualifikation für das Sechzehntelfinale nach bereits vier Spielen im fünften Spiel der Gruppenphase eingesetzt. Ende März 2019 wurde Özcans ursprünglich mit dem Juni 2019 auslaufende Vertrag um eine Saison verlängert.
Mit dem Ende der Saison 2019/20 beendete Özcan seine aktive Karriere mit 36 Jahren und nach acht Partien, die er für die Leverkusener beschritten hatte. Für die verschobene, restliche Europa-League-Saison, in der der Verein noch teilnahm, erhielt Özcan eine Verlängerung seines Spielervertrags bis zum 21. August 2020, um weiter als erster Ersatztorhüter zur Verfügung zu stehen.

## Nationalmannschaftskarriere
Özcan wurde nach den verletzungs- respektive krankheitsbedingten Ausfällen von Helge Payer und Christian Gratzei kurzfristig als dritter Tormann in den Kader für die EM 2008 berufen, kam jedoch nicht zum Einsatz. Sein Debüt in der Nationalmannschaft gab er am 20. August 2008 beim 2:2 im Test-Länderspiel in Nizza gegen Italien, in dem er ein Eigentor verursachte. Auch wegen einer Kapselverletzung gehörte Özcan nach der 0:2-Niederlage am 10. September 2008 im WM-Qualifikationsspiel in Kaunas gegen Litauen knapp drei Jahre nicht mehr zum Kader des österreichischen Nationalteams.
Am 14. März 2013 wurde er für die WM-Qualifikationsspiele gegen die Färöer und Irland nominiert. Danach gehörte er in allen Partien zum Kader und gab am 30. Mai 2014 sein Comeback in der Nationalmannschaft beim 1:1 im Test-Länderspiel in Innsbruck gegen Island, als er mit Beginn der zweiten Halbzeit für Heinz Lindner eingewechselt wurde. Für die EM 2016 in Frankreich wurde er in das österreichische Aufgebot aufgenommen. Er blieb als zweiter Torwart hinter Robert Almer ohne Einsatz. Österreich wurde mit nur einem erreichten Punkt in seiner Gruppe Letzter und schied nach der Vorrunde aus dem Turnier.
Im März 2017 erklärte Özcan, seine Karriere als Nationalspieler nicht weiter fortzuführen.

## Nach der aktiven Karriere
Özcan übernahm am 1. Juli 2020 bei Bayer 04 Leverkusen die Aufgaben des Torwarttrainers der U14 und U15 des Vereins. Er erhielt einen Vertrag mit einer Laufzeit bis Mitte 2022. Ein Jahr später gab er diese Aufgabe ab und übernahm das Torhüter-Training der U19 des Vereins.

## Erfolge
- Zweitligameister 2015 und Aufstieg in die Bundesliga 2015/16 (mit dem FC Ingolstadt 04)
- Vizemeister 2. Bundesliga 2008
- Regionalligameister West 2007
- Zweiter der Ersten Liga 2004

## Auszeichnungen
- Vorarlbergs Aufsteiger des Jahres 2008
- Vorarlbergs Fußballer des Jahres 2014